# 蒙特亚古多德尔卡斯蒂略
蒙特亚古多德尔卡斯蒂略，是西班牙阿拉贡自治区特鲁埃尔省的一个市镇。总面积44平方公里，总人口67人（2001年），人口密度2人/平方公里。